# Spinotarsus dissutus
Spinotarsus dissutus är en mångfotingart som beskrevs av Hoffman 1963. Spinotarsus dissutus ingår i släktet Spinotarsus och familjen Odontopygidae. Inga underarter finns listade i Catalogue of Life.